# Škofeljščica
Škofeljščica je potok, ki izvira v bližini naselja Škofljica na jugovzhodnem robu Ljubljanskega barja. Izliva se v potok Izar, ki se kot desni pritok še izliva v reko Iščico, ta pa se nadalje izliva v Ljubljanico.